# Rogstaekers
Rogstaekers (Rogstekers) is de bijnaam voor de inwoners van Weert tijdens de Carnavalsdagen, en tevens de naam van de grootste carnavalsvereniging uit Weert.
De naam is ontleend aan de "Rogstaekerslegende".

## Rogstaekerslegende

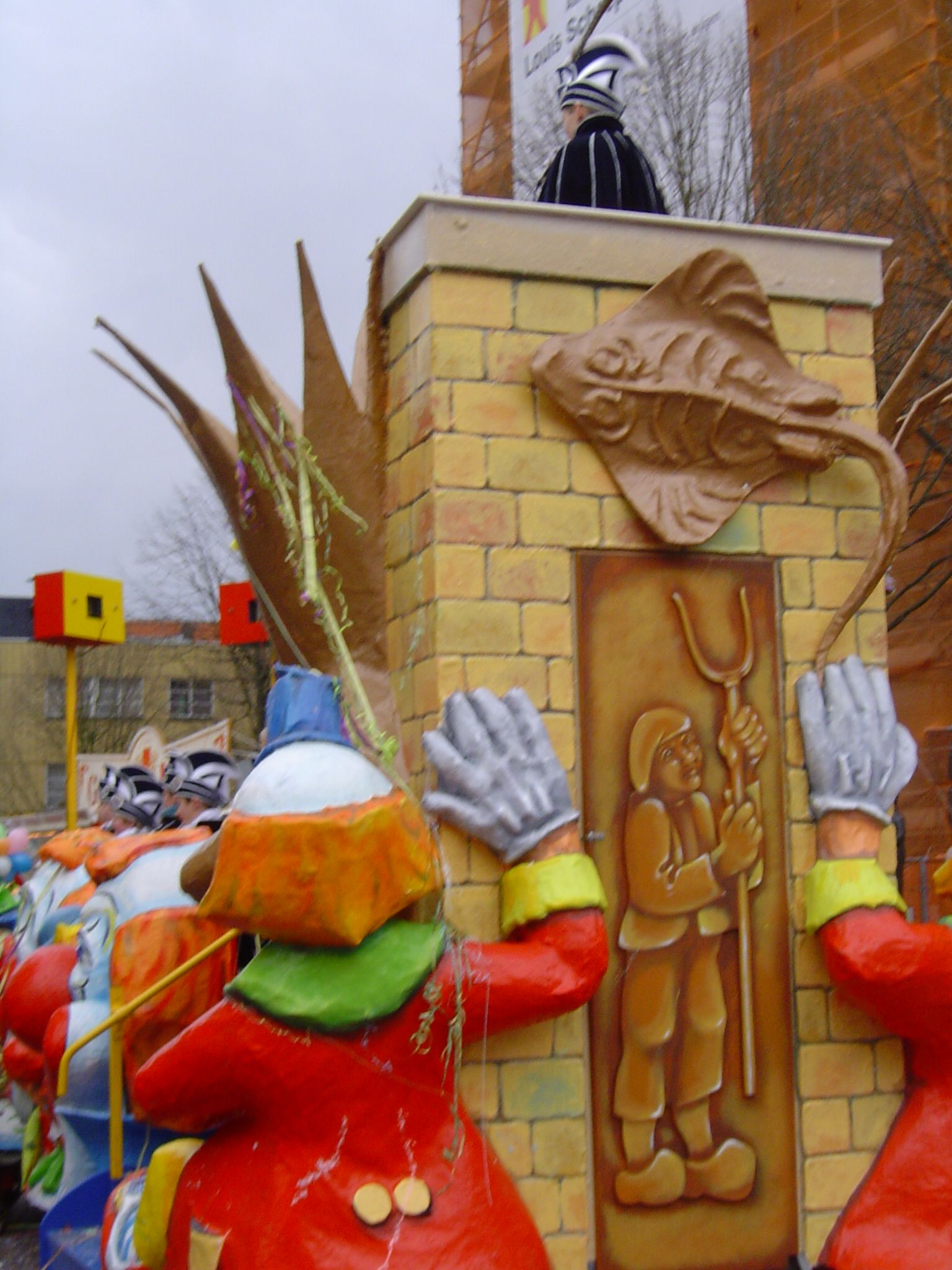
Verwijzing naar de rogstaekerslegende op de wagen van de jeugdvorst

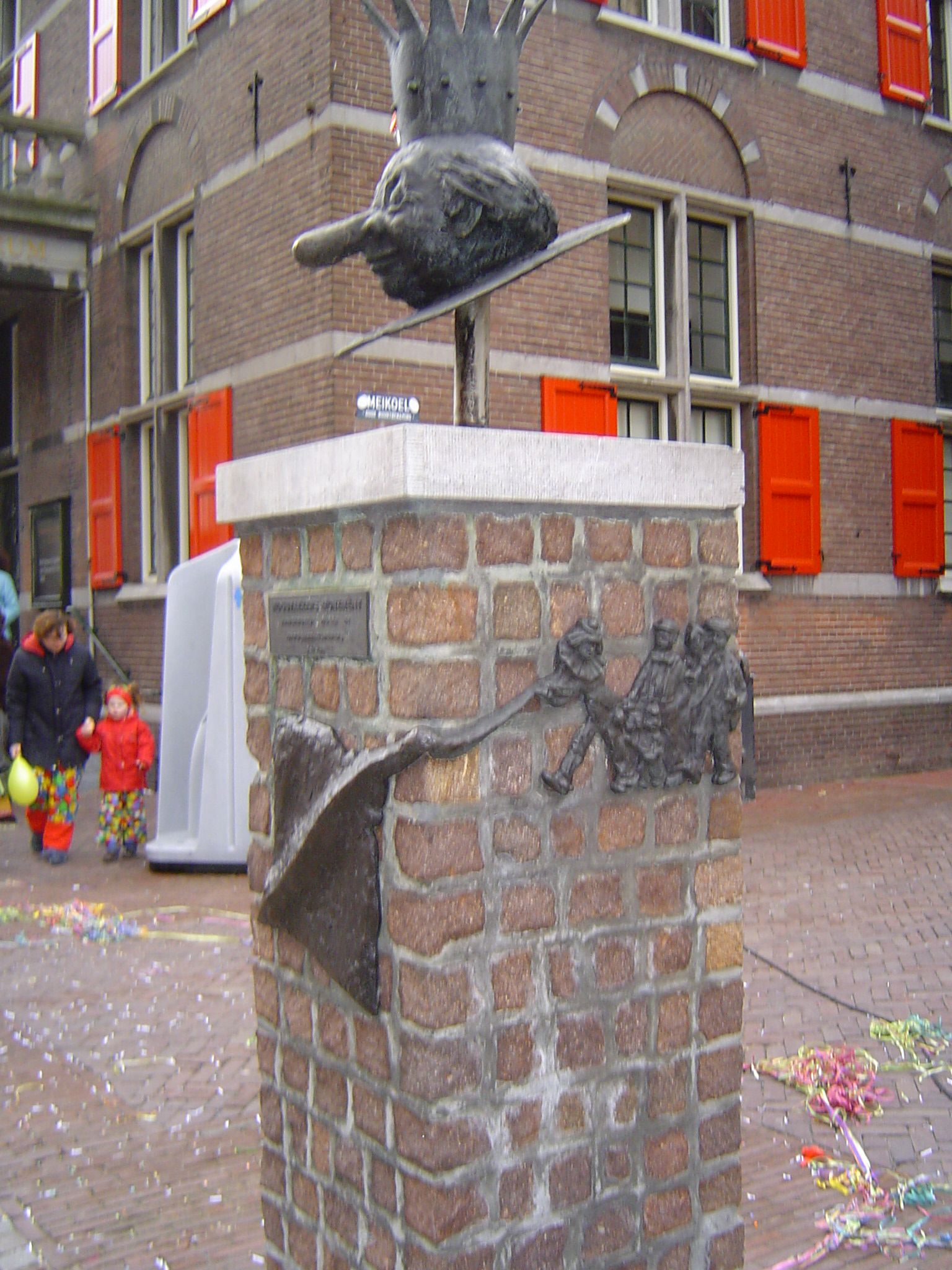
Rogstaekersmonument, aangeboden aan de Gemeente Weert door de optochtdeelnemers

Hoewel in Weert over de Rogstaekerslegende wordt gesproken, heeft het verhaal alle kenmerken van een sage.
In het jaar 1653 verloor een voerman in het gehucht Laar een rog. De inwoners van Weert hadden nog nooit zo'n hels beest gezien; met zijn valse ogen en pijlstaart werd de rog voor de duivel aangezien. Op allerlei manieren werden de inwoners van Weert gewaarschuwd: Hendrik de Vos reed met een toeter aan zijn mond op een os door de stad, stadsomroeper Peter de Bont liep met zijn "biecaer" door de stad ("Op dit Biecaer gaan ick bellen, om ieder den streyt te mellen") en de klokken werden geluid ("Wy gaen d'alarmklok kleppen, vrinden wilt uw handen reppen"). De schutterij werd gealarmeerd ("Wij koomen den duivel bestreyden, om ons land van de plaeg te bevreyden") en er werd zelfs een klein kanon aangevoerd ("Al was't den duivel uit de hellen, dog zal ik er myn canon op stellen"). Een galg werd opgericht ("Aan deeze galg zal den duivel hangen, naer dat hy is gedood of in den streyt gevangen"). Uiteraard kwam de pastoor de ontheiligde plaats wijden ("Vrinden gaet eens aan een zy, opdat ik deez plaats eerst wey").
Sommige vrouwen moedigden hun mannen aan de strijd aan te gaan, andere vrouwen ontmoedigden hun man juist. Maar lafheid werd niet geaccepteerd ("Gij eerlooze beest die van angst scheyt, terwyl een ider zich wapend tot den streyt"). De dapperste van allen was een zekere Jan, zoon van de herbergier van herberg "'t Bruyne Paerd". Hij werd de eerste en waarschijnlijk enige echte rogsteker, toen hij zijn riek in het beest stak: ("Steek Jan steek met betrouwen, steek Jan of het zal ons rouwen"). Naar verluidt leverde het hem de hand van de dochter van de schout op.
De voerman had intussen echter het verlies van zijn vis opgemerkt en keerde terug naar de plaats des onheils, waar hij de Weertenaren hartelijk uitlachte ("Gij lompe Weertenaers weet gewis, dat dit heden was mynen vis"). De schout was echter nog niet overtuigd ("Ik kom den vourman vangen, en doen hem by den duivel hangen").

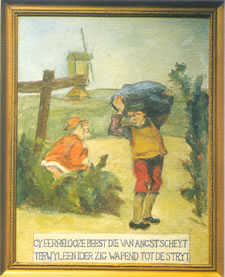
Gij eerlooze beest die van angst scheyt, terwyl een ider zich wapend tot den streyt

## Carnaval in het teken van de Rog
Vanaf dat moment werden de Weertenaren spottend "Rogstaekers" genoemd. Tot het einde van de negentiende eeuw bleef dit een spotnaam, maar met het oprichten van de carnavalsvereniging met dezelfde naam in 1927 dragen de Weertenaren deze naam met trots. Sinds enkele jaren wordt de Rogstaekerslegende verbeeld in de prinsenwagen van de Rogstaekers, waarmee de "preens" de grote Rogstaekersoptocht op carnavalszondag afsluit. De deelnemers aan de optocht worden gejureerd, waarbij de hoofdprijs de "Gouwe Rog" is, deze prijs wordt beschouwd als de grootste prijs die als wagenbouwende vereniging te winnen is in de omgeving Weert (inclusief het Brabantse Cranendonck). Voor sommigen is echter de hoofdprijs de "Knauwelprieës", voor de groep of persoon die de meest kolderieke bijdrage levert. Het einde van het carnaval in Weert wordt op carnavalsdinsdag ingeluid met het verbranden van een (stoffen) rog.

## Stadsvastelaovundjvereiniging "de Rogstaekers"

### Bestuur, Raad van elf en jeugdraad van elf

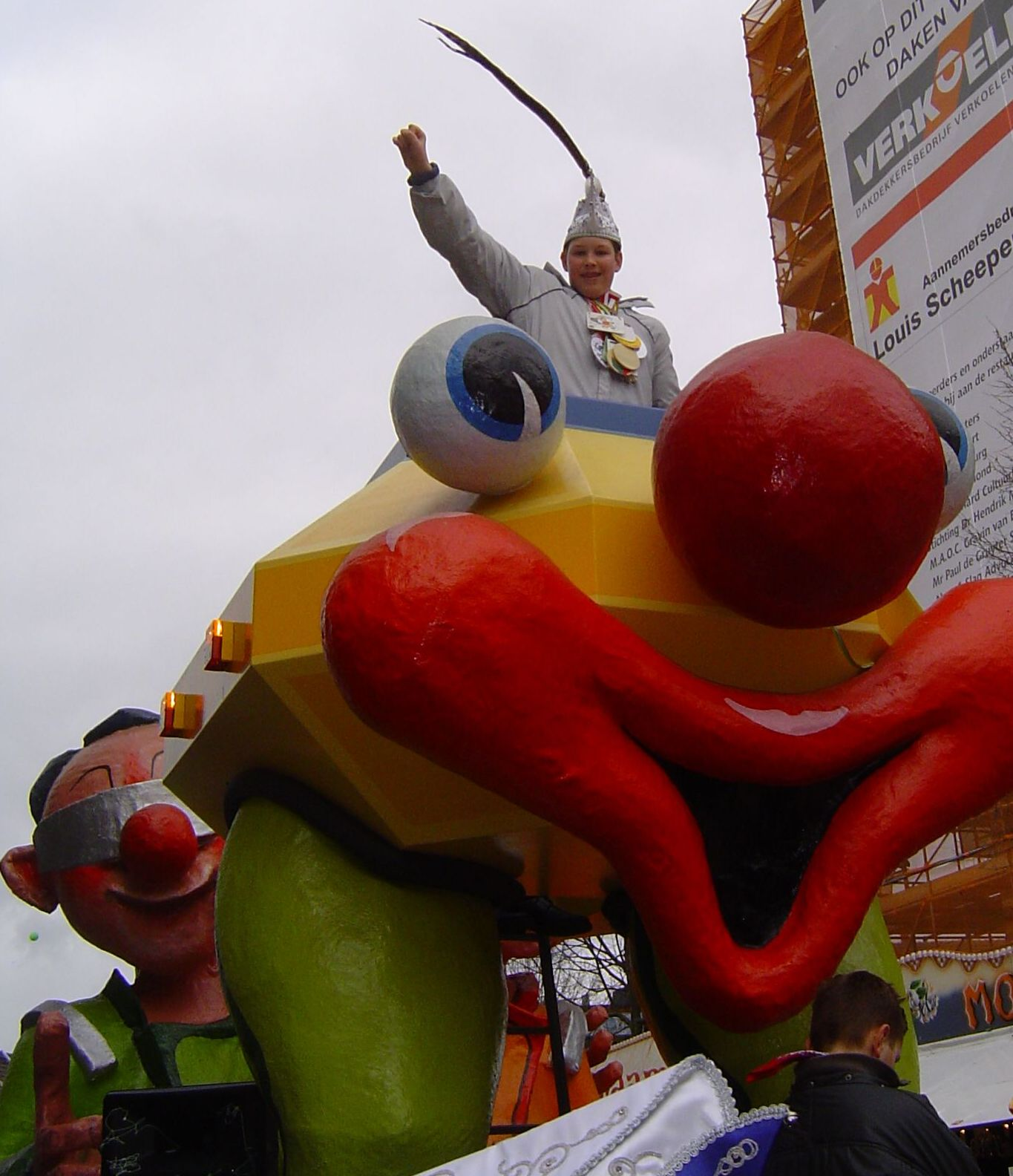
Jeugdprins Jeroen I in de wichteroptocht van 2006

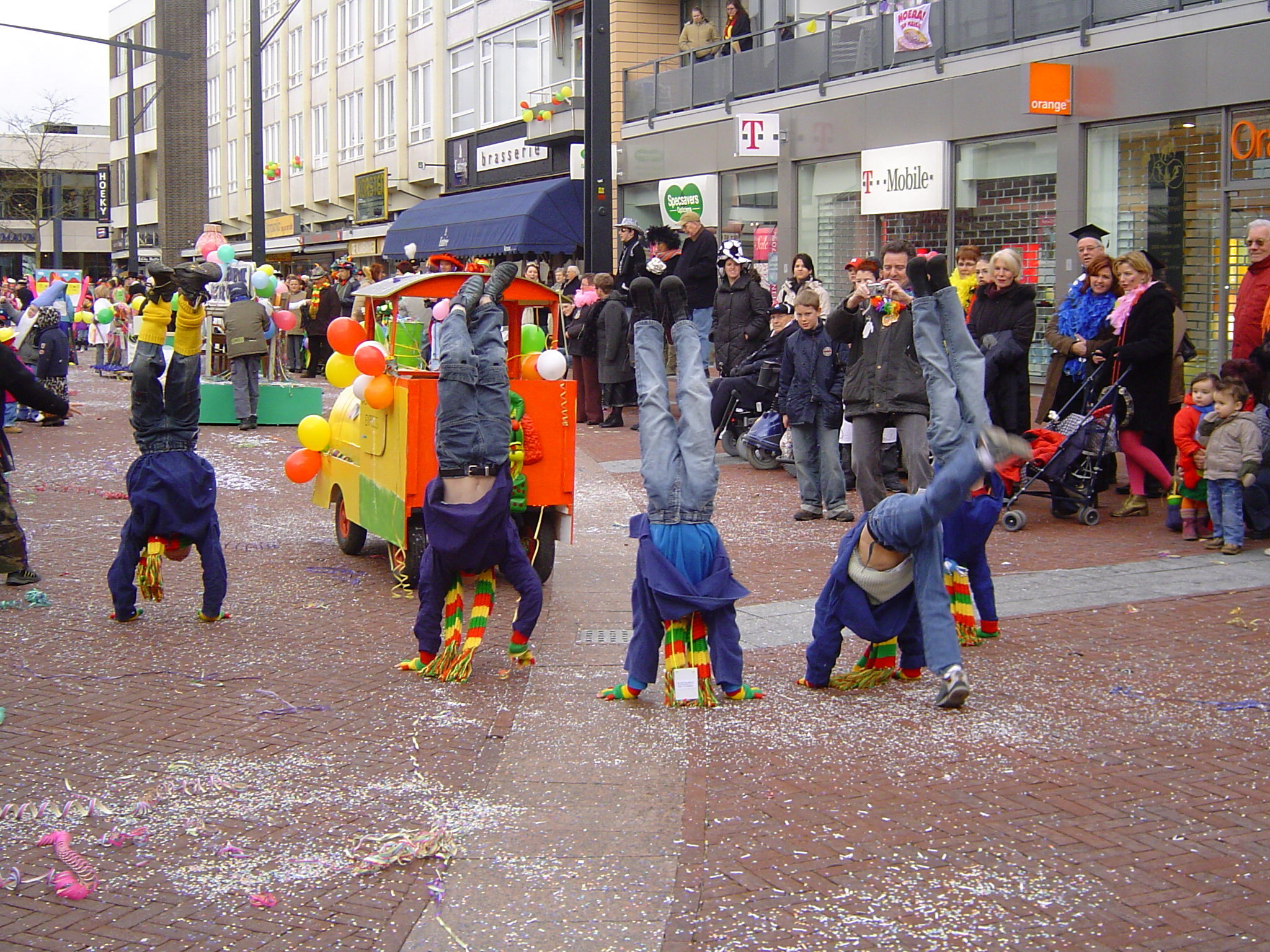
jong geleerd... wichteroptocht 2006

Vastelaovendjvereiniging (carnavalsvereniging) De Rogstaekers is de stedelijke en overkoepelende carnavalsvereniging in Weert. Zij bestaat uit ongeveer 30 leden en kent een bestuur, met aan het hoofd de "Vorst", die voor onbepaalde tijd is aangesteld. Verder is er een "Raad van Elf", een Jeugdvorst en een "Jeugdraad van Elf". Het bestuur kiest jaarlijks een Prins Carnaval, de 'Stadspreens' en een 'Jeugdprins', een keuze die geheimgehouden wordt voor de rest van de vereniging. 
De leden van de Rogstaekers kunnen bij de organisatie van evenementen rekenen op de medewerking van ruim 150 vrijwilligers. Verder kent men een aantal commissies;

### Kemissie fieëst oppe straot
De Kemissie fieëst oppe straot (feest op straat) voor de organisatie van de optochtvergadering, het boerenbal, de rogstaekersoptocht op carnavalszondag, de wichter (kinder-)optocht op carnavalsmaandag, de Slaag um de mêrrentj (voorheen het Toêt- en bloasfieëst) op carnavalsdinsdag en de abdicatie van de beide prinsen op dinsdagavond.

### Jeugdkemissie
De jeugdkemissie voor de organisatie van de bônte wichtermiddig (een bonte middag voor de jeugd) en de wichterfieëstmiddig (feestmiddag voor de jeugd), wichteroptocht.

### Kemissie Protokol en Prizzentâsie
De Kemissie Protokol en Prizzentâsie (protocol en presentatie) voor de installatie van de prinsen en de prinsenreceptie, bal van de prins, contacten met kapellen (dweilorkesten) en begeleiding van de prinsen.

### Kemissie lôl oppe plênk
De Kemissie lôl oppe plênk (lol op de planken) voor de organisatie op de elfde van de elfde (11 november), de bonte avonden en de bonte kindermiddag.

### Kemissie "public relations"
De Kemissie "public relations" voor mediacontacten en mediabeleid.
Zowel het bestuur, de raad van elf en de jeugdraad van elf bestaan uit mannen en jongens, maar vrouwen eisen een steeds belangrijker plaats op in de Weerter Carnaval; de vrouwen van de raad van elf vormen een eigen vereniging (de Toatebelle) en in sommige kerkdorpen en wijken kent men een jeugdprinses of een prinsenpaar.

## Aktiviteite (Activiteiten)
De "Vastelaovundj" begint traditioneel op de 11e van de 11e met de oeëpening. In oktober wordt reeds het carnavalsliedje gekozen tijdens het Wieërter Vastelaovendj Lidjes Festival.
Tijdens de oeëpening wordt onder andere de rog als symbool voor de vastelaovundj binnengehaald.
Verder zijn twee belangrijke bijdragen van de Rogstaekers aan het Weerter carnavalsgevoel ongetwijfeld de Boonte aovendj (bonte avond) en de Boonte Femilie Middig (bonte familiemiddag). Deze voorstellingen worden beide in het Munttheater in Weert gehouden. In deze komische voorstellingen spelen lokale toneelspelers in het Weerts. Dat deze activiteiten zeer populair zijn blijkt uit de cijfers: 10 uitverkochte Boonte Aovendje en 2 uitverkochte Boonte Femilie Middige.
Tijdens de Gala-Boonte Aovendj wordt jaarlijks de Stadspreens van Weert uitgeroepen. Deze uitroeping beantwoordt het grootste geheim van Weert en de meest gestelde vraag in de weken voorafgaand: "Wie wordt de nieuwe Prins?" Vandaar ook dat de uitroeping live te volgen is via Weert TV. Tijdens de eerste Boonte Femilie Middig wordt de Jeugdpreens uitgeroepen. Beide prinsen gaan de Weerter carnaval voor, samen met hun adjudanten en gevolg. Ze geven acte de présence op diverse feesten, bals, evenementen en optochten.
Een andere belangrijke activiteit is zeker het Boorebâl (Boerenbal). Tijdens dit feest, altijd op de 3e maandag voor Carnaval, wordt het Boerengezelschap bekendgemaakt met als hoogtepunt de uitroeping van het Boerenbruidspaar, gevolgd door de verbinding in de onecht. Hierna barst het feest in de volledige binnenstad van Weert los.
Verder zijn de Wichterfieëstmiddig, de Herrensitzung, het Wiepkesbâl, de Installâsie en Preenserecepsie en het concert van Harry en de Gebroeëke Zwiêgelkes de opmaat naar de drie dolle dagen van Carnaval in Weert,
Op de eerste 'echte' carnavalsdag (zondag) trekt de Groeëte optocht (Grote optocht) over de Weerter singels. De optocht met ruim honderd deelnemende groepen, wagens, trio's, duo's en eenlingen wordt ieder jaar door duizenden mensen uit de gehele regio vanaf de straatkant aanschouwd. Na afloop van deze optocht vindt de prijsuitreiking plaats met als hoogtepunten de uitreiking van de 'Knouwelpriês', de prijs voor de meest ludieke deelnemer. De groep of wagen met het hoogste aantal punten, gegeven door een deskundige jury, wint de 'Gouwe Rog'. Om deze prijs wordt m.n. door de wagenbouwers uit Weert, maar ook uit de Brabantse buurgemeente Cranendonck, fel gestreden. Helaas kan er maar een de winnaar zijn, wat kan leiden tot grote teleurstellingen en commotie wat gezien kan worden als een nadeel van deze populaire optocht. Carnaval is ten slotte bedoeld om vreugde en plezier te brengen voor iedereen. In 2013 besloten daarop een aantal Brabantse deelnemers uit o.a. Soerendonk en Budel om voortaan deel te nemen aan de optocht in Valkenswaard. Reden hiervoor was dat zij van mening waren dat er te vaak een Limburgse winnaar was ondanks de inzet van de Brabantse groepen.
Carnavalsmaandag staat traditie getrouw in het teken van de kinderen. Dan trekt de Bônte Wichteroptocht (Bonte kinderoptocht) dwars door de Weerter binnenstad. Na afloop van deze optocht is er een hosmiddag en worden de prijzen uitgereikt, de "Kleine Gouwe Rog" voor de mooiste kop, de "Broonze bakfiets" voor het mooiste wagentje en de Zûlvere Knoeëk voor de leukste groep van kinderen en ouders (familieprijs). 's Avonds na het eten worden de kinderen naar opa en oma of de oppas gebracht en gaan de ouders tot in de late uurtjes de Weerter kroegen bezoeken.
Op de dinsdag vindt de Slaag um de Mêrrentj plaats waarin diverse muziekgezelschappen, de zgn. 'hermeniekes' muzikaal strijden om de eerste plaats. Dit evenement vindt plaats op de Markt aan de voet van de St. Martinuskerk. Daarnaast trekken er diverse 'koldergezelschappen' langs de Weerter cafés om de mensen daar te vermaken met een grappige act.
Aan het einde van de dag, in de vroege avond wordt het langzaam tijd om afscheid te nemen van de drie dolle dagen. Als laatste daad steken de Prins en Jeugdprins de 'Rog' in brand tijdens het Verbörre vanne Rog. De Rog staat symbool voor de Weerter Carnaval. Hierna is het, tijdens de Abdikâsie de beurt aan de Prins en Jeugdprins om hun tekenen van waardigheid in te leveren en weer als 'gewoeëne Wieërter jóng' (gewone Weerter jongen) verder te gaan.
Hierna bezoeken de leden van VV de Rogstaekers nog enkele tapperijen waar nog talloze carnavalsvierders genieten van laatste uurtjes. Om klokslag 12 uur is het dan echt voorbij.
Tot slot is het traditie om op Aswoensdag een assekruis te halen tijdens de mis in de St. Martinuskerk.
Verder staat VV de Rogstaekers bekend om het organiseren van evenementen als de Gulden Humor (1996 en 2010), het LVK (1997) welke werden georganiseerd i.s.m. Samenwerkende Limburgse Carnavalsverenigingen en 'Stichting LVK'.
In het carnavalsseizoen 2013/2014 zal VV de Rogstaekers hun 8 maal 11-jarig jubileum vieren onder de titel Efkes wat ângers.

## Andere carnavalsverenigingen in Weert
Naast de Rogstaekers kent Weert vele andere carnavalsverenigingen en optochtgroepen. Zij zijn soms gebonden aan wijken en kerkdorpen, soms vormen zij de groepen die tijdens de grote carnavalsoptocht voor het vertier en de carnavalswagens zorgen. De carnavalsverenigingen uit de wijken en dorpen hebben hun eigen prins of prinsenpaar en jeugdprins of -prinses. Zij organiseren eigen 'Boonte Aovundje', Prinsenrecepsies, bals en optochten, maar zijn allen loyaal aan de Stadsvastelaovendjvereiniging De Rogstaekers. Daarnaast kent Weert ook een aantal 'zaate hermeni-je' en kepelle. (muziekgezelschappen)